# قصاصين الأزهار
قرية قصاصين الأزهار هي إحدى القرى التابعة لمركز ومدينة أولاد صقر في محافظة الشرقية في جمهورية مصر العربية. حسب إحصاءات سنة 2006، بلغ إجمالي السكان في قصاصين الازهار 18222 نسمة، منهم 9436 رجل و8786 امرأة.

## طالع أيضًا
- محافظة الشرقية
- قائمة قرى محافظة الشرقية